# Jiří Hájíček
Jiří Hájíček (ur. 11 września 1967 w Czeskich Budziejowicach) – czeski pisarz.

## Życiorys
Dzieciństwo i młodość spędził w Tynie nad Vltavou w kraju południowoczeskim, gdzie uczęszczał do liceum, później ukończył studia na Wydziale Rolniczym Uniwersytetu Południowoczeskiego w Czeskich Budziejowicach.
W początkach swojej działalności twórczej poświęcał się poezji. Pod koniec 80. lat XX wieku jako młody autor występował m.in. na wieczorach literackich organizowanych przez Mirka Kováříka. W 1998 wydał swoją pierwszą książkę, zbiór opowiadań Snídaně na refýži. Wielką rolę w jego dziełach odgrywa przede wszystkim motyw południowoczeskiej wsi. W 2006 roku za powieść Selský baroko dostał nagrodę Magnesia Litera w kategorii proza. Powieść dotyka problemu przymusowej kolektywizacji czeskiej wsi w latach 50. XX wieku.
Inna powieść Hájíčka – Rybí krev (pol. tytuł: Rybia krew) – została „Książką roku” w konkursie Magnesia Litera 2013. Pisarz Jaroslav Rudiš, członek jury European Society of Authors, wybrał ją do Finnegan’s List 2013 – listy dzieł, które miałaby być częściej tłumaczone na inne europejskie języki. Powieść Děšťová hůl (pol. tytuł: Zaklinacz deszczu) w roku 2016 zwyciężyła w ankiecie „Książka roku” gazety Lidové noviny. W 2017 roku Zaklinacz deszczu został także doceniony nagrodą „Czeska książka”.
Książki Selský baroko, Rybí krev i Děšťová hůl nazywane są „wiejską trylogią moralnego niepokoju”.
Hájíček wielokrotnie gościł na największym czeskim i środkowoeuropejskim festiwalu literackim Miesiąc Spotkań Autorskich.
W 2016 roku Dan Wlodarczyk nakręcił film Zloději zelených koní” na podstawie książki Hájíčka o tym samym tytule.
W proteście przeciwko upolitycznieniu komisji Hájíček w 2018 roku odmówił przyjęcia Państwowej Nagrody Literackiej.
Jiří Hájíček należy do najważniejszych współczesnych czeskich autorów, jego książki zostały przełożone m.in. na język angielski, chorwacki, włoski, polski i węgierski.

## Publikacje
- Snídaně na refýži (1998), zbiór opowiadań
- Zloději zelených koní (2001), powieść
- Dobrodruzi hlavního proudu (2002), powieść
- Dřevěný nůž (2004), zbiór opowiadań
- Selský baroko (2005), powieść
- Fotbalové deníky (2007), nowela
- Rybí krev (2012), powieść, wydanie polskie: Rybia krew, tłum. Dorota Dobrew, Książkowe Klimaty, 2015
- Vzpomínky na jednu vesnickou tancovačku (2014), zbiór opowiadań
- Dešťová hůl (2016), powieść, wydanie polskie: Zaklinacz deszczu, tłum. Dorota Dobrew, Książkowe Klimaty, 2018
- Lvíčata (2017), opowiadanie wydane w antologii Best European Fiction 2017
- Skica dvou dívek (2018), opowiadanie
- Muž na pokraji vzplanutí (2019), tomik poetycki
- Plachetnice na vinětách (2020), powieść